# ザ・パック 餌になる女
『ザ・パック 餌になる女』（原題：La meute）は、2010年のフランス・ベルギーのホラー映画。

## あらすじ
シャルロッテは、ヒッチハイク中のマックスを車に乗せるが、途中で立ち寄ったダイナーで姿を消してしまう。心配したシャルロッテは、マックスを捜して閉店後のダイナーに忍び込む。 

## スタッフ
- 監督：フランク・リシャール
- 脚本：フランク・リシャール
- 製作：ベラーヌ・フレディアニ、フランク・リビエール、クリストフ・ルイス
- 製作総指揮：プリシラ・ベルタン
- 撮影：ローラン・バレ
- 特殊メイク：オリビエ・アフィンソ
- 音楽：クリス・スペンサー、アリ・ベンジャミン・マイヤーズ

## キャスト
- シャルロッテ：エミリー・ドゥケンヌ
- マックス：バンジャマン・ビオレ
- ラ・スパック：ヨランド・モロー
- シナスキー：フィリップ・ナオン
- 背広の男：マティアス・スーナールツ
- Jean-Jean：エリック・ゴドン